# Reiat
Het district Reiat was tot juli 1999 een bestuurlijke eenheid binnen het kanton Schaffhausen in Zwitserland.
Tot het district behoorden de volgende gemeenten:
- Altdorf
- Bibern
- Büttenhardt
- Dörflingen
- Hofen
- Lohn
- Opfertshofen
- Stetten
- Thayngen